# Johann Ulrich Schellenberg
Johann Ulrich Schellenberg (* 8. November 1709 in Winterthur; † 29. Oktober 1795 ebenda) war ein Schweizer Landschaftsmaler, Porträtist, Radierer und Kupferstecher. Er wurde weniger durch seine eigenen Bilder, sondern mehr durch seine topographischen Werke bekannt.

## Leben
Johann Ulrich Schellenberg kam am 8. November 1709 als jüngster Sohn des Schuhmachers Hans Jacob und der Veritas Schellenberg, geborene Blum, zur Welt. Von 1724 bis 1727 war er in Winterthur Schüler des Flachmalers Joachim Hettlinger.
Über die folgenden Wanderjahre ist wenig bekannt, er war wahrscheinlich in Deutschland unterwegs und ein Schüler des Augsburger Kupferstechers Johann Jakob Haid. Ende 1731 zog er nach Bern, wo er ab 1736 als Gehilfe des Bildnismalers Johann Rudolf Huber tätig wird. Dessen Tochter Anna Katharina heiratet Schellenberg 1737. Ein Jahr später zügelt er mit seiner Frau nach Basel, wo 1740 sein Sohn Johann Rudolf geboren wird. Johann Rudolf wird später auch ein bekannter Maler.
Als seine Frau 1749 stirbt, zieht Schellenberg mit seinem Sohn zurück nach Winterthur. Dort führt er seine künstlerische Tätigkeit weiter und macht einen kleinen Kunstverlag auf, worüber er auch seine eigenen Veduten vertreibt. Zudem eröffnet er eine Zeichenschule. Schüler in dieser sind unter anderem sein eigener Sohn, Anton Graff und Heinrich Rieter. 1755 bis 1757 arbeitet Johann Ulrich Schellenberg hauptsächlich als Angestellter von David Herrliberger an dessen Topographie der Eydgenosschaft mit. Ab 1759 gehört er dem Grossen Rat in Winterthur an. 1761 heiratete er seine zweite Frau, Anna Katharina Brunner. 1769 unternimmt er mit seinem Sohn eine Gotthardreise, aus der eine Reihe von Gotthardansichten und Gebirgstopographien herrührt.
Am 29. Oktober 1795 wird Schellenberg in den Ratsprotokollen von Winterthur als verstorben vermeldet. Sein Nachlass befindet sich in den Winterthurer Bibliotheken.

## Werke

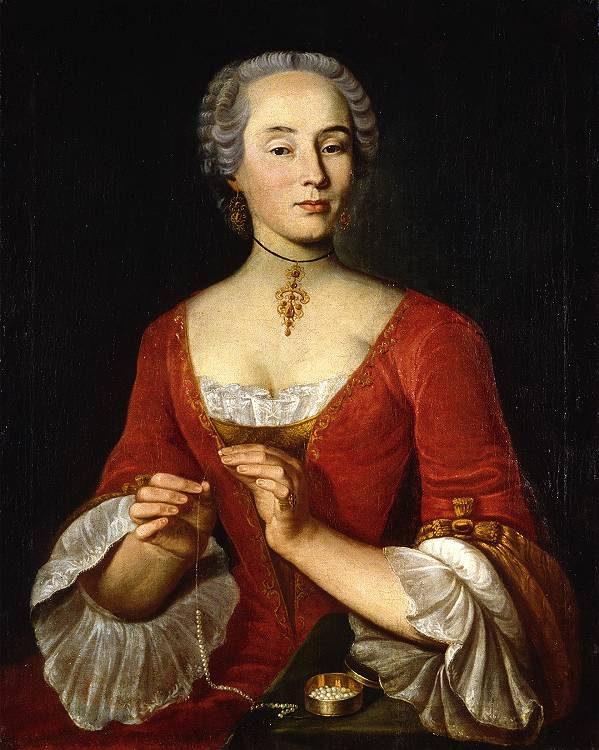
«Bildnis einer Dame, eine Perlenkette aufreihend», 1745, Öl auf Leinwand.
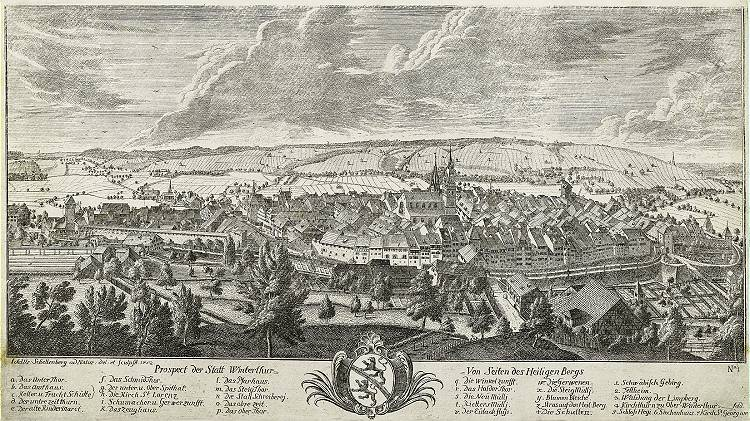
«Prospect der Statt Winterthur. Von Seiten des Heiligen Bergs», 1752, Kupferstich auf Papier.
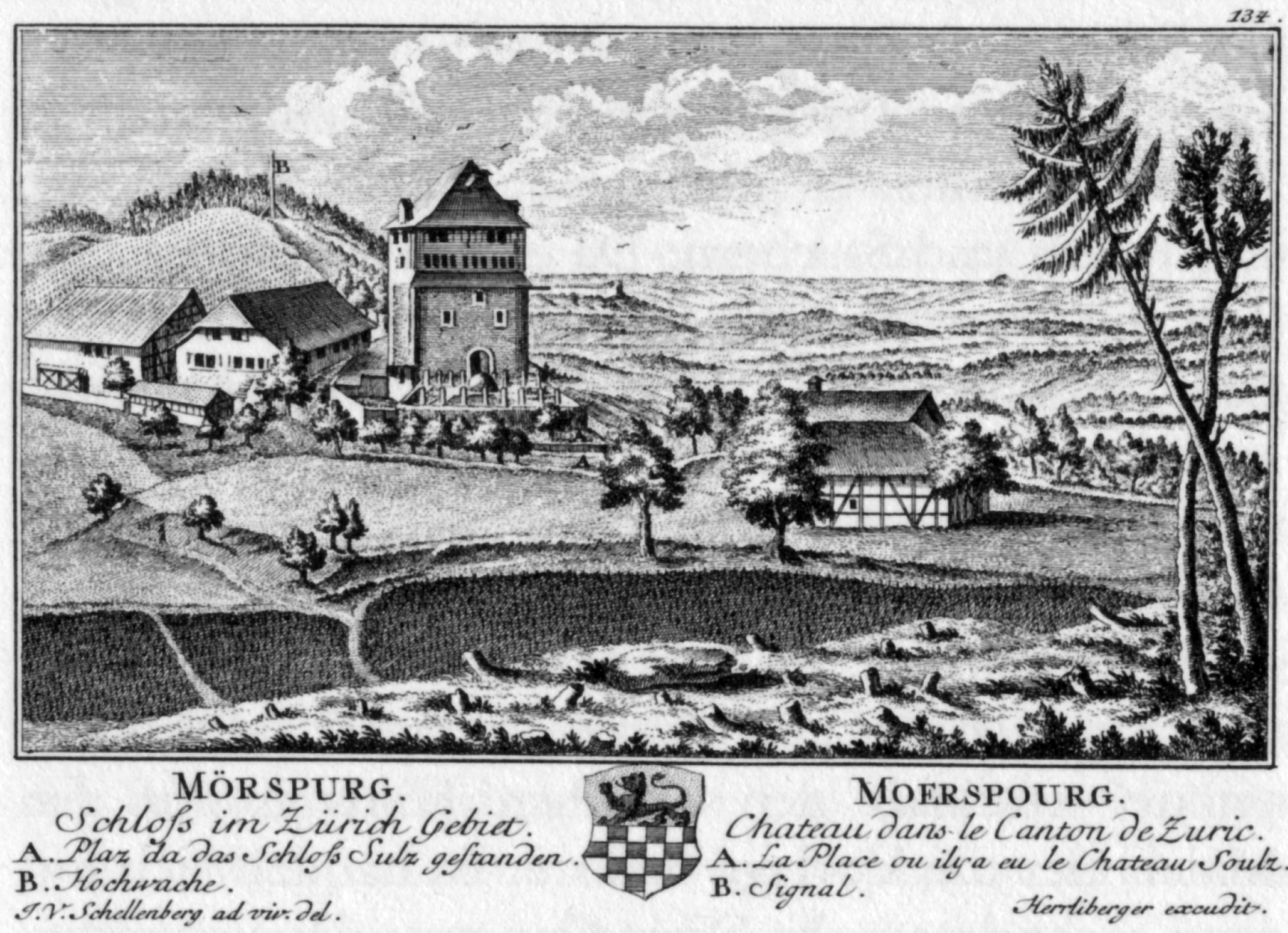
Mörsburg, Stich von Herrliberger nach einer Zeichnung von Johann Ulrich Schellenberg, ca. 1754
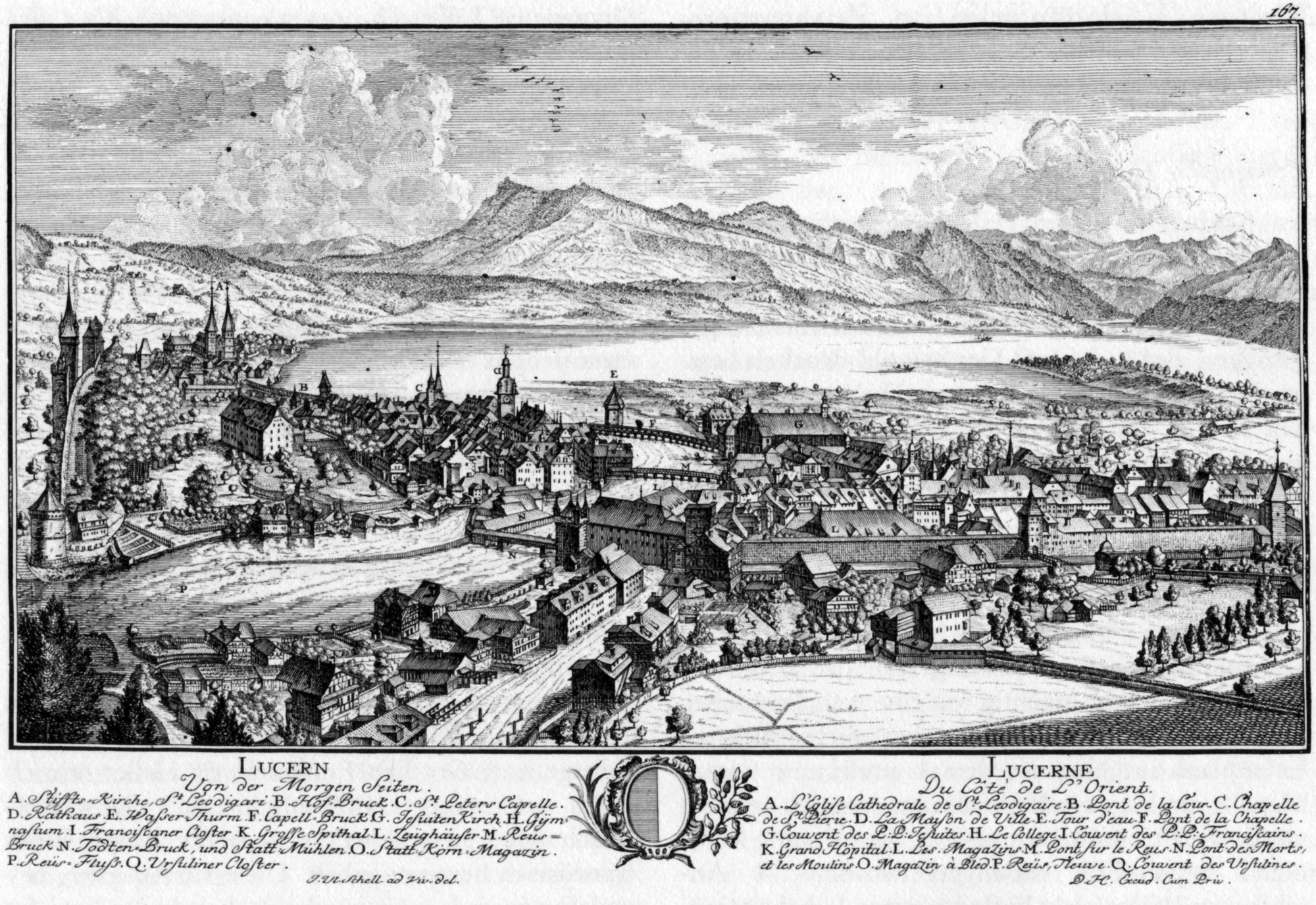
Luzern, Stich von Herrliberger nach einer Zeichnung von Johann Ulrich Schellenberg, ca. 1758
Winterthur, Schlangenmühle, Ausblick aus dem Amtshaus auf den Stadtgraben mit Hirschen, 1784